# EC Wil
Der EC Wil ist ein Schweizer Eishockeyclub aus Wil der aktuell in der 1. Liga spielt.

## Geschichte
Der Eisclub Wil wurde gemäss Statuten am 21. Oktober 1881 gegründet. Das genaue Gründungsdatum lässt sich aufgrund des fehlenden Gründungsprotokolls aber nicht mehr bestätigen. Die eigentliche Eishockeyabteilung wurde erst 1943 gegründet. Der EC Wil spielte 1945/46 in der Serie B und ab Mitte der 1980er-Jahre regelmässig in der damals dritthöchsten 1. Liga. Zum Ende der Saison 2022/23 feierte der EC Wil als Meister der 1. Liga den Titel als Schweizer Amateurmeister. 2025 konnten sie diesen Erfolg wiederholen.

## Spielstätten
1961 wurde in der Stadt Wil über die Erstellung eines Sportparks Bergholz abgestimmt, wo auch eine Spielstätte für den Eisclub geplant war. Ab 1962 spielte der Club im Sportpark Bergholz. 1984 wurde die Kunsteisbahn überdacht, 2013 wurde sie im Rahmen eines Neubaus des ganzen Sportparks neu eröffnet.